# Aron Gurwitsch
Aron Gurwitsch, född 17 januari 1901 i Vilnius, död 25 juni 1973 i Zürich, var en litauiskfödd tysk filosof och fenomenolog. Han emigrerade till Paris 1933, men flydde till USA 1940. I verket Théorie du champ de la conscience (1957) undersöker Gurwitsch medvetandet med bland annat gestaltpsykologiska teorier. Gurwitschs teorier influerade den franske filosofen Maurice Merleau-Ponty.